# Tall Ajsza
Tall Ajsza (arab. تل عيشة) – wieś w Syrii, w muhafazie Aleppo, w dystrykcie Al-Bab. W 2004 roku liczyła 250 mieszkańców.